# Acantholochus venustus
Acantholochus venustus – gatunek widłonoga z rodziny Bomolochidae. Nazwa naukowa tego gatunku skorupiaków została opublikowana w 1971 roku przez kanadyjskiego parazytologa polskiego pochodzenia Zbigniewa Kabatę.